# Amillénarisme
L'amillénarisme (préfixe « a » privatif + millénarisme) est une doctrine de l'eschatologie chrétienne qui rejette la théorie selon laquelle Jésus-Christ exercera un règne physique de mille ans sur la terre. Cette théorie s'oppose aux interprétations prémillénaristes et à certaines interprétations postmillénaristes du chapitre 20 de l'Apocalypse.
La conception amillénariste soutient que les mille ans mentionnées dans le chapitre 20 de l'Apocalypse constituent un nombre symbolique, et non une description littérale. Elle estime que ce millénium a déjà débuté et qu'il est identique à la dispensation de l'Église (ou, plus rarement, qu'il a pris fin avec la destruction de Jérusalem en 70, voir prétérisme). L'amillénarisme considère que le règne du Christ au cours du millénium est spirituel, et qu'à la fin de l'âge de l'Église, aura lieu la seconde venue du Christ, pour le Jugement dernier et pour établir un règne physique permanent.

## Terminologie
Beaucoup d'adeptes de cette doctrine rejettent le terme d'amillénarisme parce qu'il met l'accent sur leurs différences avec le prémillénarisme plutôt que sur leurs croyances au sujet du millénium. Pour autant, l'usage de termes alternatifs a toujours été limité.

## Enseignement
L'amillénarisme enseigne que le royaume de Dieu ne sera pas établi physiquement sur terre au cours du millénium, mais plutôt que :
- Jésus règne maintenant depuis le ciel, siégeant à la droite de Dieu le Père ;
- Jésus est et restera avec l'Église jusqu'à la fin du monde, comme il l'a promis lors de l'Ascension ;
- à la Pentecôte, le millénium a débuté, comme l'a expliqué Pierre en utilisant les prophéties de Joël au sujet de la venue du royaume[3] ;
- en conséquence, l'Église et la diffusion de la Bonne nouvelle correspondent au royaume du Christ.

Les amillénaristes citent l'Écriture comme référence pour justifier le fait que le royaume n'est pas physique : Matthieu 12:28 où Jésus explique que le fait qu'il chasse les démons est une preuve que le royaume de Dieu est venu jusqu'aux hommes, Luc 17:20-21 où Jésus avertit que la venue du royaume de Dieu n'est pas visible et que ce royaume est parmi les hommes, et Romains 14:17 où Paul parle du règne de Dieu en termes d'actes chrétiens.
Ils considèrent en particulier la période de mille ans comme une expression figurée du règne de Dieu accompli de façon parfaite, à la manière des « bêtes des montagnes par milliers » mentionnées dans Psaume 50:10, les bêtes possédées par Dieu qui correspondent à toutes les bêtes, et à la manière des « mille générations » de 1 Chroniques 16:15, celles à qui Dieu sera fidèle et qui font référence à toutes les générations. Au contraire, certains postmillénaristes et presque tous les prémillénaristes pensent que le terme de millénium devrait être interprété littéralement, comme étant une période d'une durée de mille ans.
L'amillénarisme enseigne en outre que l'acte qui consiste pour Dieu à lier Satan, tel qu'il est décrit dans l'Apocalypse, s'est déjà produit. Satan, qui faisait obstacle à la diffusion de l'évangile, a été empêché d'« égarer les nations ». C'est la seule fois dans l'Histoire où il est lié : les forces de Satan ne seront pas progressivement repoussées par le règne de Dieu au fur et à mesure que l'Histoire avance, mais resteront toujours aussi actives jusqu'à la seconde venue du Christ. Par conséquent, le bien et le mal se côtoieront à travers l'Histoire et même au sein de l'Église, d'après l'interprétation amillénariste de la parabole du bon grain et de l'ivraie.
L'amillénarisme est parfois associé à l'idéalisme qui défend également une interprétation symbolique de la plupart des prophéties de la Bible et en particulier de l'Apocalypse. Toutefois, beaucoup d'amillénaristes croient en l'accomplissement littéral des prophéties bibliques ; ils se différencient simplement des millénaristes sur la façon dont ces prophéties seront accomplies et sur leur délai.

## Histoire

### Christianisme ancien
Durant les deux premiers siècles de l'Église, les doctrines prémillénariste et amillénariste étaient toutes deux défendues. Bien qu'aucun des Pères de l'Église n'ait soutenu l'amillénarisme au cours du Ier siècle, Justin le Martyr (mort vers 165), dont la théologie fut marquée par le millénarisme, mentionna l'existence de différentes théories dans son Dialogue avec Tryphon le Juif, chapitre 80 : « Je vous ai déjà fait l'aveu que plusieurs partageaient avec moi ce sentiment [le prémillénarisme] ; mais je vous ai dit aussi que beaucoup d'autres dont la doctrine est pure et saine sont d'un avis différent ».